# Søren Kierkegaard
  Søren Kierkegaard  (danès: Søren Aabye Kierkegaard)  (Copenhaguen, 5 de maig de 1813 - Copenhaguen, 11 de novembre de 1855) Søren Aabye Kierkegaard, va ser un filòsof danès del segle xix, considerat el primer filòsof existencialista. També fou teòleg, poeta, crític social, i un autor religiós. Va escriure obres crítiques sobre les institucions religioses, el cristianisme, moral, ètica, psicologia i filosofia de la religió tot utilitzant metàfores, ironia i paràboles. Gran part dels seus escrits filosòfics tracten dels problemes de viure com un individu singular, bo i donant preferència a la concreta realitat humana sobre el pensament abstracte, i emfasitzant la importància de la tria i el compromís personal. Fou un crític radical dels intel·lectuals i filòsofs idealistes del seu temps, com Swedenborg, Hegel, Goethe, Fichte, Schelling, Schlegel, i Hans Christian Andersen. La seva obra es pot incloure dins de l'anomenat irracionalisme filosòfic.
Alguns dels seus llibres van ser publicats inicialment amb els pseudònims de Víctor Eremita, Johannes de Silentio, Constantín Constantius, Johannes Climacus, Vigilius Haufniensis, Nicolás Notabene, Hilarius Bogbinder, Frater Taciturnus i J. Anticlimacus.

## Biografia

### Origen familiar i cognom
Søren Kierkegaard va ser el setè i últim fill de la família. Va néixer d'un segon matrimoni, quan el seu pare tenia 56 anys, durant el període de l’edat d'or danesa.
El seu pare, Michael Pedersen, el cinquè fill de nou fills, va néixer l'any 1756 en una granja de Sædding, a la regió d'Esbjerg, en mans de l'avi de Søren, Peder Christensen. Aquesta granja, situada a prop de l'església de Sædding, s'anomenava granja de l'església, Kierkegaard en danès en aquell moment. Aquest nom es va convertir llavors en el de la família. Per tant, no està relacionat etimològicament amb la paraula kirkegård que significa cementiri (pati de l'església).
Michael Pedersen Kierkegaard havia abandonat l'entorn camperol i fet fortuna en el comerç tèxtil de llana, així la seva família i els seus fills van gaudir d'un cert confort.

### Joventut
La família pertanyia a una comunitat pietista molt fervorosa, per això Søren, segons les seves pròpies paraules, va tenir una educació cristiana estricta i austera que era, des del punt de vista humà, una bogeria.
La família, però, no està allunyada del món: Michael Pedersen Kierkegaard estava interessat per la filosofia i sovint acollia intel·lectuals a casa seva. El jove Kierkegaard va llegir la filosofia de Christian Wolff, però preferia les comèdies de Ludvig Holberg, els escrits de Johann Georg Hamann, Gotthold Ephraim Lessing, Edward Young i Plató, sobretot els diàlegs socràtics.
El 1821 va entrar a la Borgerdydskole ('escola de la virtut cívica'), una prestigiosa escola privada on es va destacar per la seva ment animada. El 1831, amb 18 anys, va començar a estudiar teologia i filosofia a la Universitat de Copenhaguen. Entre els seus mestres: Frederik Christian Sibbern, Poul Martin Møller i Hans Lassen Martens, que només tenia cinc anys més que Kierkegaard i es convertiria en el seu rival. Les llengües d'ensenyament eren el llatí i l'alemany. L'especial afecte de Kierkegaard per la seva llengua materna, el danès, el va portar a demanar permís al rei per defensar la seva tesi doctoral en aquesta llengua. No obstant això, va haver d'escriure-la en llatí.
Del 1819 al 1834, la seva mare, aleshores les seves tres germanes grans i dos dels seus germans, van morir una darrere l'altra, sigui per malaltia o accident, sense superar mai els 33 anys, fet que el va fer creure que no superarà l'edat de Crist tampoc. El seu pare, a qui respectava molt, dotat d'una gran imaginació però afectat per la malenconia i amb una pesada càrrega de culpa (que havia revelat al seu fill i que era com un gran terratrèmol), mor al seu torn l'any 1838, deixant als fills una còmoda herència que va alliberar Søren d'haver de guanyar-se la vida i li va permetre dedicar-se a escriure i publicar. Dels nou membres de la família, ara només queden ell i el seu germà gran Peter. Aleshores deixa de viure la seva vida a la lleugera.
Una de les primeres descripcions físiques de Kierkegaard és de Hans Brøchner, que va ser convidat al casament del seu germà Peter el 1836: «Vaig trobar [la seva aparença] gairebé còmica. Aleshores tenia vint-i-tres anys. tenia quelcom força irregular en tota la seva forma i tenia un pentinat estrany. Els seus cabells se situaven gairebé sis polzades per sobre del seu front en una cresta descoberta que li donava una mirada estranya i desconcertada». Una altra descripció prové de la neboda de Kierkegaard, Henriette Lund (1829–1909): «Quan Søren Kierkegaard era un nen petit, tenia un aspecte prim i delicat, el seu pare l'anomenava forquilla, a causa de la seva tendència, es va desenvolupar força aviat, a fer comentaris mordaços.

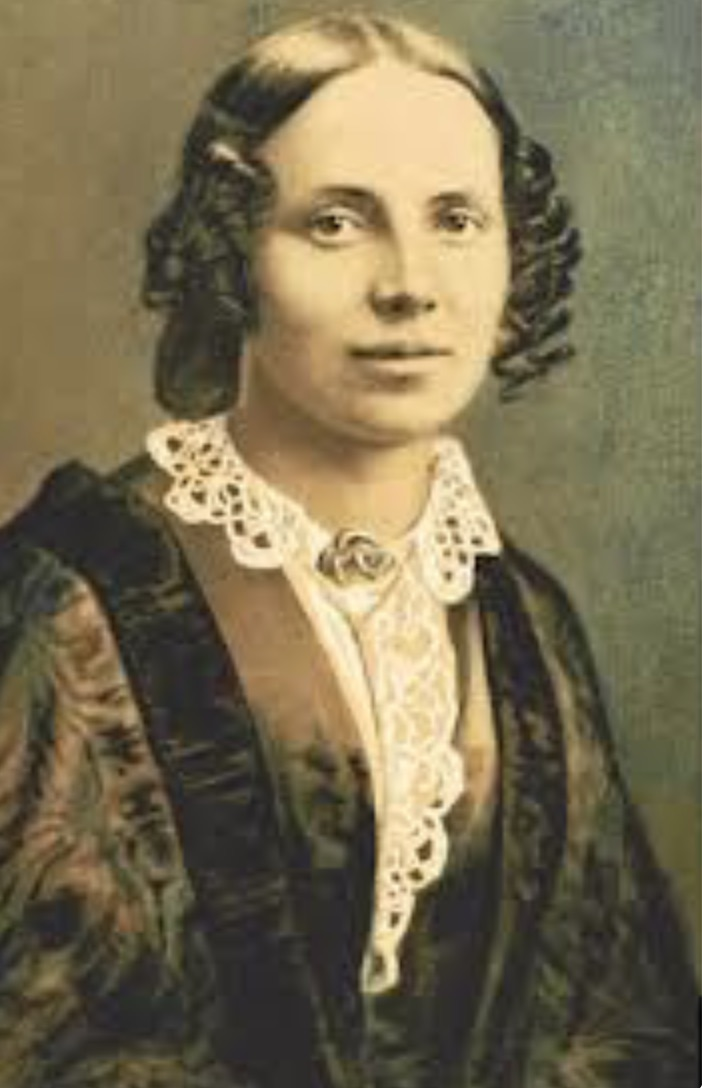
Retrat de Regine Olsen cap al 1840.

Li agradava passejar pels carrers de Copenhaguen, parlar amb persones de diferents procedències que hi troba, anar al teatre per aplaudir Johanne Luise Heiberg. També s'interessava pel cercle que es va formar al voltant de Johan Ludvig Heiberg però s'allunyarà d'ell tan bon punt entengués l'adhesió d'aquest a la filosofia de Hegel, especialment en qüestions d'estètica, tal com es va rebre aleshores a Dinamarca.
El maig de 1837 va conèixer la jove Regine Olsen, de 15 anys. L'any 1840, li va demanar que es casés amb ell. Ella accepta, però un any més tard, i després d'una reflexió, ell trenca sobtadament amb ella després de tornar-li l'anell de compromís. Com una musa llunyana, aquesta relació el va perseguir durant la resta de la seva vida. Tot i que després es va convertir en la senyora Schlegel, continua sent la promesa de Kierkegaard per a la posteritat. Més tard, Kierkegaard va escriure: “Ho dec tot a la saviesa d'un vell i a la senzillesa d'una noia.
El mateix any, va defensar la seva tesi doctoral titulada El concepte de la ironia que es relaciona constantment amb Sòcrates, en la qual argumentava que Sòcrates utilitza la ironia per tal de facilitar el naixement de la subjectivitat en els seus interlocutors, que, obligats a abandonar les seves respostes immediates, han de començar a pensar per si mateixos i a assumir la responsabilitat individual del coneixement.
Després va marxar a Berlín on, de novembre de 1841 a febrer de 1842, va assistir als cursos de Schelling, que el van decebre. Després va tornar a Copenhaguen .

### Primers escrits de 1843 a 1847
En un segle en què regna la raó, i en una Dinamarca on la religió és cosa dels funcionaris de l'estat, Kierkegaard opta per dedicar la seva vida i el seu talent al servei del despertar de la fe cristiana en l'individu. El tipus de cristianisme que subjau als seus escrits és una forma molt seriosa de luteranisme que es basa en els valors austers del patiment i la responsabilitat individual.
O bé...o bé i els Dos discursos edificants, tots dos datats de 1843 i tots dos obertament religiosos, constitueixen, seguint la seva tesi i en continuïtat amb aquesta, l'inici d'un llarg projecte d'escriptura en què s'alternen escrits pseudònims amb escrits signats pel seu nom.
O bé… o bé, obra considerada major, i publicada amb el pseudònim de Víctor Emerita (l'ermità victoriós) inclou assaigs de crítica literària i musical i un recull d’aforismes. El llibre conté els papers d'un desconegut que l'autor pseudònim diu haver descobert en una secretària, i que li costa posar en ordre perquè no són ni clars ni directes. Tanmateix, revelen dues concepcions del món o estadis, estètica i ètica. Aquestes dues etapes es tracten en dues parts de la mateixa mida, Uns papers (l'esteta) i Papers B (l'eticista). La primera part conté, entre altres coses, la famosa Diapsalmata i els estudis del Don Giovanni de Mozart, del personatge de Marguerite al Faust de Goethe, o de les Premières Amours d’Eugène Scribe. La concepció estètica del món es representa amb més claredat a traçat d'ombres: la vida demana un aleteig d'un moment a un altre, cada moment per ser viscut com una experiència intensa; però per aquest mateix motiu no hi ha coherència en l'existència, i l'esteticista no troba mai repòs i experimenta una gran desesperació. Aquesta primera part acaba amb El diari del seductor que descriu el procés de seducció d'una jove, Cordelia, mostrant el que és demoníac i desesperat en una existència totalment dedicada a l'estètica i l'atracció de la sensualitat.
La segona part d'O bé...o bé conté cartes dirigides per l'eticista, l'assessor Vilhelm, a A. Mostra que l'important és triar el seu valor etern, però també que la puresa de l'eternitat i la trivialitat de l'existència s'han d'unir d'una manera harmònica. Per fugir de la desesperació que comporta l'existència d'un esteta, cal fer una elecció ètica per un mateix. No triem necessàriament entre el bé i el mal; es tracta, sobretot, de donar a la vida una direcció que assumeixi el bé i el mal com a categories determinants de la pròpia existència i del comportament. L'elecció ètica condueix a lelecció pròpia: assumir la responsabilitat del que fem, acceptar qui som i acceptar la història que ens ha fet ser qui som. El millor exemple d'aquesta forma de vida ètica és el matrimoni.
El treball acaba amb un discurs sobre com sempre estem equivocats davant Déu. Aquest discurs sembla ser un primer indici d'una etapa que encara no es descriurà a O bé... o bé: el religiós.
Mentre Vilhelm l'eticista havia defensat el projecte existencial de conquerir-se a si mateix. En assumir la responsabilitat de la seva pròpia vida, Kierkegaard mostrarà la naturalesa problemàtica d'aquesta elecció.
A Fear and Trembling, l'escriptor tracta la fe i les possibilitats invocant la paràbola bíblica d’Abraham. Aquesta obra de 1843 va ser escrita sota el pseudònim de Johannes de Silentio. La paraula fe significa en aquesta obra el fet de creure que amb Déu tot és possible. Abraham creu que Déu li tornarà el seu fill Isaac, a qui està unit de tot cor, i a qui Déu li demana que abandoni. Als ulls de Johannes de Silentio, la fe porta l'individu més enllà de l'esfera de l'ètica i, per la mateixa raó, elimina qualsevol possibilitat de comunió del llenguatge amb els altres. Com que la fe porta l'individu més enllà de l'ètica i més enllà d'ella, no és possible donar una justificació purament racional a l'elecció d'Abraham de sacrificar Isaac. Però, en la mesura que és la fe la que suspèn l'ètica, Kierkegaard parlarà d'una suspensió teleològica de l'ètica, és a dir, de posar l'ètica entre parèntesis en vista d'un objectiu que la supera . «La fe consisteix, en primer lloc, a posar-se totalment disponible a Déu, […] el creient ha de renunciar a tot, fer un salt del temps a l'etern. Abraham és gran no perquè hagi abandonat Isaac, és gran perquè Isaac li va tornar […]. Era absurd que Abraham cregués en el mateix moment en què va lliurar el seu fill que aquest fill li seria retornat. No obstant això, Abraham creia en l'absurd i va ser en virtut de l'absurd que Isaac li va ser retornat. La fe és doncs la paradoxa, és aquell moviment pel qual el creient renuncia a tot, inclosa la seva pròpia intel·ligència».

L'assaig es va publicar el mateix dia que Temor i tremolor. Presenta un altre cavaller de la fe, el personatge de Job Segons Johannes Climacus, la fe és un miracle, un do de Déu a través del qual la veritat eterna entra en el moment, però la seva realització és una tasca que ha de ser realitzada repetidament pel creient individual. «La memòria restaura un valor, que assegura la connexió entre els moments de la meva experiència […]. És un poder de continuïtat, […] una recreació o reactualització. […] Quan un esdeveniment es viu internament, està marcat per l'eternitat». Aquesta concepció cristiana de la relació entre la veritat eterna i el temps és diferent de la noció socràtica que la veritat eterna és sempre ja dins nostre i que n'hi hauria prou amb recuperar-la a través de la memòria (anamnesi).

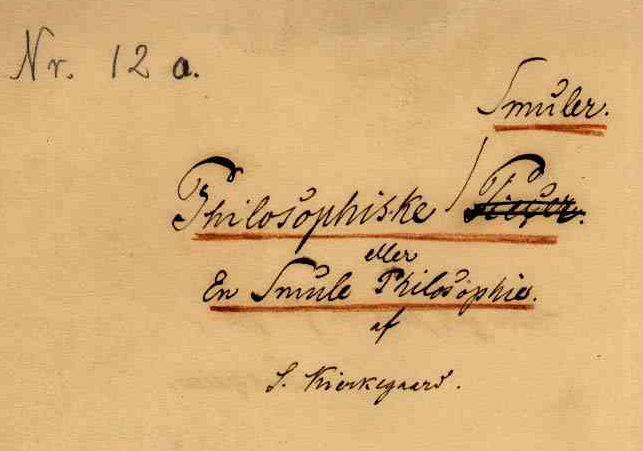
Manuscrit de Molles filosòfiques.

Les Molles filosòfiques es van publicar el 1844. El pseudònim Johannes Climacus busca en aquests fragments discernir el que realment es pot anomenar cristià. Partint de la posició de Sòcrates sobre l'accés a la veritat, mostra com el mètode socràtic pressuposa que cadascú té dins de si la veritat que està intentant trobar. Però per a la fe cristiana és cert el contrari: l'home ha passat al costat de la falsedat per culpa seva, i només pot sortir-ne mitjançant la intervenció divina. Per això podem parlar de la paradoxa de la fe; el fet que el Déu dels cristians, el Déu etern, es va encarnar en la condició humana, en néixer, patir i morir.
El concept d'ansietat, publicat quatre dies després de Molles filosòfiques, és una meditació psicològica. En aquesta obra, l'escriptor pseudònim Vigilius Haufniensis, el Vigilant de Copenhaguen, veu que l'ansietat està íntimament lligada a la noció de llibertat i elecció, i per tant a la noció del possible, aquesta llibertat no està estrictament lligada al bé i al mal, és una noció subjectiva, psicològica que tradueix l'acceptació del possible indeterminat, d'aquí el vertigen. El vertigen fa caure la llibertat, que ja no n'agafa la finitud en aquell moment tot canvia, i quan la llibertat torna a pujar, es troba culpable, i l'individu es troba en un estat de petrificació en el moment que veu, on quasi; sap, en una espera angoixada, què vindria a dissipar el caràcter indiferenciat de la possibilitat, l'home capta l'horror tant com crida/anomena/anomena el somriure. Només la fe pot apaivagar-lo. El concepte d'ansietat mostra que cada individu és un jo que esdevé veritablement humà quan assumeix la tasca de convertir-se en esperit, és a dir, plenament ell mateix.
Les etapes del camí de la vida es van publicar l’any 1845, suposadament editades per Hilarius l'enquadernador. Les qüestions abordades per O bé...o bé són reelaborades a través de tota una sèrie de situacions i una manera d'exposició similar. El llibre comença donant veu a les esteticistes que participen en una vetllada d'embriaguesa. Posteriorment, Vilhelm l'assessor torna a presentar una defensa del que és noble en el matrimoni. Finalment, l'etapa religiosa és tractada en la descripció d'un conflicte psicològic arran d'un compromís trencat, que després s'analitza en detall amb un nou pseudònim, Frater Taciturnus.
Johannes Climacus reprèn el tema de nou en el postscriptiu definitiu i poc científic de les molles filosòfiques de 1846. Postdata de 600 pàgines a Philosophical Crumbs, que només tenien 100 pàgines. El Post-Scriptum conté una crítica mordaç de Grundtvig (gran reformador danès del lutéranisme, contemporani de Kierkegaard) i Hegel. Aquest text diu que no és possible constituir un sistema d'existència, l'existència estant en perpetu canvi. Climacus també subratlla que l'accés a la veritat no es redueix a un simple procés racional. Més aviat, la veritat s'ha d'apropiar mitjançant eleccions apassionades. A més, l'home no pot triar la seva pròpia veritat sol i no pot trobar-la per si mateix. només es pot suggerir des de fora per l’expressió indirecta d'algú que encarna aquesta veritat, Crist. La veritat no rau en un Què (en danès hvad) estàtic, sinó en un com (hvorledes) dinàmic.

#### La baralla amb elcorsari: la premsa, l'anonimat, la multitud

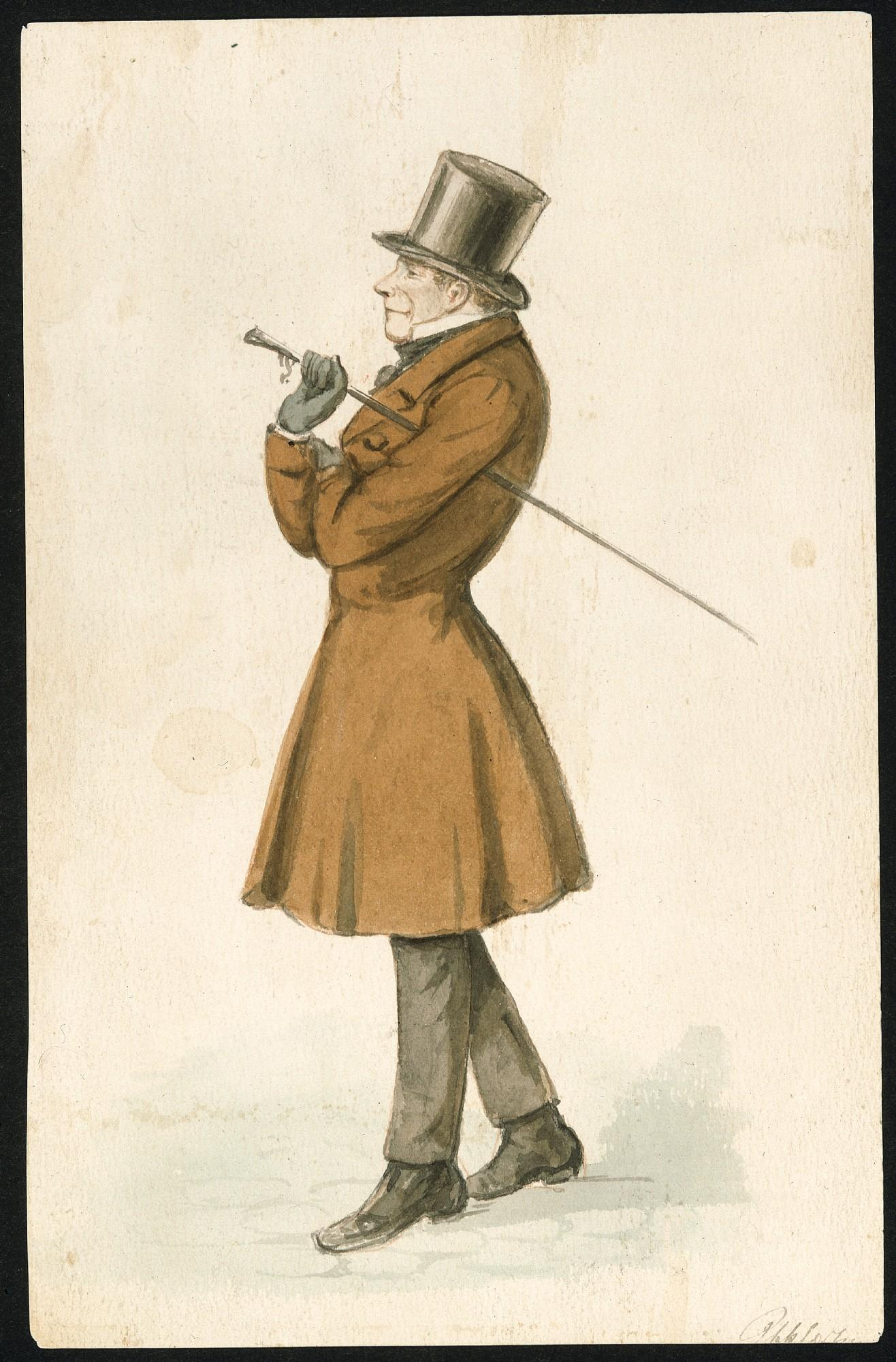
Søren Kierkegaard, dibuix de caricatura de P. C. Klaestrup cap al 1845. Font: la Biblioteca Reial de Copenhaguen.

En aquest punt, aparentment, Kierkegaard va pensar que havia dit el que volia dir i estava decidit a trobar una posició com a pastor. Tanmateix, no era segur que l'haguessin escoltat o entès, atès que la premsa havia fet pocs comentaris sobre les seves publicacions. Per això es va posar en contacte amb El Corsari, que va desencadenar la polèmica amb aquest diari satíric. La implacabilitat del diari a l'hora de difamar la seva reputació, en gran part per motius personals més que no pas pel fons dels seus escrits, i el patiment causat per aquests atacs van empènyer Kierkegaard a una altra fase molt productiva: crear un discurs cristià positiu més que sàtira o paròdia. La campanya del Corsari també va comprometre la seva relació amb el tots els vinguts, i això va provocar un canvi radical en la seva concepció personal del sofriment, del martiri i de la seqüela Christi, que es va convertir per a ell en el marcador adequat del veritable cristianisme. Aquest canvi és evident en molts dels escrits publicats entre 1847 i 1851, i en el seu The Crowd is the Lie.

### Segons escrits de 1847 a 1851
Els Discursos edificants des de diversos punts de vista, publicats poc després de la crisi corsària, són dirigits a aquest individu únic, el meu lector. El cristianisme s'adreça a l'individu, les seves veritats, segons Kierkegaard, s'han d'apropiar interiorment, seriosament i amb passió infinita. De la mateixa manera que no podem morir per la mort d'un altre, no podem viure la fe d'un altre. Els escrits d'aquest període aprofundeixen cada cop més, en tres apartats diferents, en la situació del cristià al món i davant Déu. La tercera secció, L'Evangeli dels sofriments, conté diverses meditacions sobre el significat del sofriment per al cristià.
Les obres d'amor, que data de 1847 i subtitulada Algunes deliberacions cristianes en forma de discursos, és un assaig sobre l'amor i la caritat envers el proïsme (àgape), i sobre la manera com l'amor que Crist va manifestar es pot expressar en cada acció. També parla del que va en contra de la caritat: desconfiança, gelosia, orgull i inclinació al judici.
En els Discursos Cristians de 1848, els exemples escollits fan referència a diferents formes de sentiments.
Anti-Climacus és l'autor pseudònim de dues de les obres madures de Kierkegaard: La malaltia a la mort (1849), més coneguda sota el títol de Tractat de la desesperació, i L'escola del cristianisme (1850).

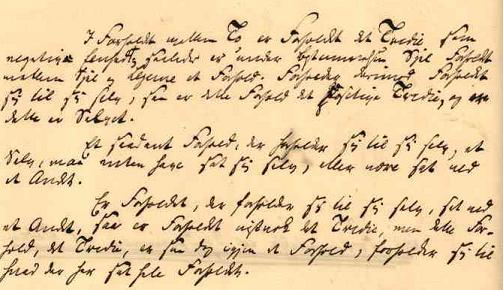
Manuscrit de la malaltia a la mort.

La malaltia fins a la mort es considera una de les primeres investigacions sobre el que s'anomenaria psicologia de les profunditats. En aquesta obra apareix un nou pseudònim, Anti-Climacus. Kierkegaard reelabora el tema del concepte d'ansietat i explora els motius de la desesperació. L'home és una síntesi, una relació dialèctica entre diversos pols oposats que lluiten a dins els uns contra els altres, està dividit entre la banalitat de la vida quotidiana i l'eternitat, dividit entre la necessitat i la possibilitat. L'home viu en una condició on s'ha de relacionar amb ell mateix alhora que integra les diverses dimensions del seu ésser en un procés constant d'apropiació. Kierkegaard permet que Anti-Climacus tracti el problema de manera negativa. Estudia totes les formes que pot prendre la desesperació, demostrant que la desesperació pot consistir tant en no voler ser un mateix com en voler ser un mateix. La desesperació és la impossibilitat de la possibilitat. Aquesta anàlisi també el porta a repensar l'ensenyament tradicional sobre el tema del pecat i del perdó.
A L'escola del cristianisme de 1850, subratlla la condició necessària per a la fe: que l'individu camina seguint els passos de Jesús i veu l'Absolut en el cristianisme. Kierkegaard parla de l'escàndol, és a dir, la negativa dels éssers humans a creure en la paraula de Crist a causa de la incapacitat de l’individu d’admetre que un Déu etern s’encarna a temps per salvar-lo. També presentarà en totes les seves conseqüències allò que implica la renúncia, el sacrifici personal i el patiment, en el seguiment de Crist: això implica una elecció (O bé... o bé) que correspon a l'exigència de la fe. Crist és el model a imitar, i seguir-lo, essent el seu contemporani, en el vocabulari de Kierkegaard, és la forma autèntica del cristianisme. Així com el Model va viure i va morir menyspreat i humiliat, així el cristià haurà de patir per la seva fe. Això porta a Anticlímac a distingir clarament, d'una banda, l'Església triomfant i còmoda, i de l'altra, l'Església autèntica, un primer atac a l'església establerta de Dinamarca.
Sembla de nou en aquest moment que Kierkegaard havia pensat en posar fi a la seva feina com a escriptor. El 1848–49 va escriure Punt de vista explicatiu sobre el meu treball d'escriptura, que no es va publicar fins al 1859, quatre anys després de la seva mort, i en el qual va reflexionar sobre la seva producció filosòfica i el sentit que aquesta pot tenir. El mateix passa amb Jutgeu vosaltres mateixos!, que no es va imprimir fins al 1876. El 1851 va publicar Per un examen de consciència, després es va retirar de la vida literària pública, escrivint només al seu diari personal.

## Pensament de Kierkegaard
Filosòficament, fa de pont entre la filosofia hegeliana i allò que esdevindria en l'existencialisme. Va rebutjar rotundament tant la filosofia hegeliana del seu temps com el que ell va anomenar les formalitats buides de l'Església danesa.
Molt del seu treball té a veure amb problemes religiosos com ara la naturalesa de la fe, la institució de l'Església cristiana, i l'ètica cristiana i teològica. A causa d'això, el treball de Kierkegaard de vegades es caracteritza com existencialisme cristià.
Els temes principals de la seva obra giren al voltant de l'angoixa. «Què és l'ésser humà?», es pregunta i ens pregunta, i immediatament reflexiona i respon: «l'ésser humà és una síntesi del temporal i l'etern, d'allò finit i de l'infinit, tal trobada d'antinòmies en un sol ens (l'ésser humà) genera en tal ens l'angoixa».
El desig d'immortalitat que sovint té l'ésser humà contrasta davant la seva finitud. No obstant això, aquesta no és la malaltia mortal, ja que l'angoixa, si és 'reflexionada' resulta alliberadora en fer notar a l'humà la seva situació. El greu i mortal —opina— és la desesperació; la solució és —en això es mantenen reflexos del luteranisme— la fe, encara que de cap manera una fe passiva; s'ha de ser un cavaller de la fe —ens diu—, i això significa afrontar directament l'existència, modificar-la positivament encara que tot estigui perdut.
Com recorda Evgeny Morozov, Kierkegaard pensava que els incipients mitjans de comunicació de masses limitarien la vida política en considerar que, encara que la premsa podria facilitar als lectors mantenir opinions molt vives sobre qualsevol tema, la saturació d'opinions i informacions contraposades significarien l'ajornament indefinit de decisions importants.
Ha influenciat un gran nombre de filòsofs contemporanis entre els quals: Martin Heidegger, Jean-Paul Sartre, Emmanuel Levinas, Jacques Derrida, Rachel Bespaloff, John Caputo o Simon Critchley.

## Obres traduïdes al català
- Kierkegaard, Soren. Discursos cristians. Traducció: Francesc Torralba i Roselló.  Edicions Proa, 1994 (Clàssics del Cristianisme, 48). ISBN 978-84-7739-756-4.
- Kierkegaard, Soren. In vino veritas. Traducció: Anna Pascual.  Llibres de l'índex, 1993 (Astrolabi). ISBN 9788487561573.
- Kierkegaard, Soren; presentació i tria de textos per Jacques Colette. La dificultat d'ésser cristià. Traducció: Mariona Serra de Sala.  Ariel, 1968 (Llibres del Nopal).
- Kierkegaard, Soren; edició a cura de Norbert Bilbeny. La repetició. Traducció: Begonya Sàez i Tajafuerce.  Edicions 62, 1992 (Textos Filosòfics,63). ISBN 8429735356.
- Kierkegaard, Soren. Pregàries. Traducció: selecció i pròleg Francesc Torralba i Roselló.  Abadia de Montserrat, 1996 (El Gra de Blat, 117). ISBN 9788478267118.
- Kierkegaard, Soren. Temor i tremolor. Traducció: Begonya Sàez i Tajafuerce.  Marbot, 2012 (Clàssics). ISBN 978-84-9272-837-4.
- Kierkegaard, Søren; pròleg de Francesc Torralba i Roselló. Tres discursos en ocasions suposades. Traducció: i edició Joan Carles Cànovas Miranda.  Editorial Proteus, 2012 (Delos). ISBN 978-84-1504-766-7.